# Боровик пурпурный
Боровик пурпурный (лат. Boletus purpureus) — гриб рода Боровик (Boletus) семейства Болетовые (Boletaceae). Несъедобен, в сыром виде, возможно, ядовит.

## Описание
Шляпка сначала полушаровидная, затем становится выпуклой, с неровными краями. Кожица бархатистая, красновато-бурая, может быть покрыта черноватыми пятнами.
Мякоть мясистая, очень плотная, при надрезе сразу же синеет, за несколько часов становится тёмно-красной.
Ножка толстая, булавовидная, с густой красной сеткой, которая затрудняет определение её настоящего цвета.
Трубчатый слой свободный, золотисто-жёлтый, позже меняет цвет до оливкового, на срезе синеет. Поры кроваво-красные, тоже синеют при надавливании.
Споровый порошок оливковый.

## Экологияи распространение
Встречается редко, в лиственных лесах, преимущественно с буками, на известковой почве в освещённых местах.

## Сходные виды
Те же, что у боровика ле Галь (Boletus legaliae).